# Заборона жувальної гумки в Сінгапурі
Заборона жувальної гумки в Сінгапурі — одна зі складових державного регулювання споживчої політики у Сінгапурі. За реалізацію та поширення жувальної гумки Вас можуть оштрафувати на $5000, а за викинуту на вулиці жуйку Ви заплатите $500. Проте закон не було створено безпідставно. Заборона була введена у 1992 році, коли хтось наліпив жуйку на датчики транспортної системи держави, і вона від того дала збій. Звичайно, це повело за собою великі фінансові втрати. Гумки часто застрягали у дверях електропоїздів, що призводило до затримок у русі. В 2004 році, при укладанні угод з Америкою, ця заборона була пом'якшена: жувальні гумки (антиттютюнові — для тих, хто кидає курити, і стоматологічні) було дозволено продавати в аптеках за рецептом лікаря. Проте якщо в аптекаря, який продав Вам жуйку, не буде на це офіційних документів, його буде оштрафовано та посаджено до в'язниці на цілий рік. Ця заборона допомагає підтримувати чистоту вулиць, адже державна система дуже критично ставиться до чистоти. Проходячи містом, Ви практично не побачите  сміття. Багато чиновників Сінгапуру нині вважають, що скасування цього закону поведе за собою безліч неприємностей, таких як забруднення вулиць жувальними гумками і збільшення витрат та часу на їх прибирання. До того ж, ніхто не хоче стикатися з проблемами 1992 року. 
Сінгапур - це місто найвищої чистоти і культури. Хоча на перший погляді Сінгапур і здається містом заборон, насправді це не так. Всі заборони абсолютно лояльні та виправдані, вони зберігають чистоту вулиць, громадських місць і всього міста. Так само, як і за викинуту жуйку, за викинутий папірець Вам доведеться заплатити не менше тисячі сінгапурських доларів. Перш ніж приїхати сюди, Вам потрібно обов'язково вивчити закони і традиції країни, тому що незнання законів не позбавляє від відповідальності  за них. А якщо на перший погляд закон здається безглуздим, то потрібно спочатку розібратись у його виникненні та причинах.
Закон про заборону жувальних гумок планує ввести також Велика Британія, яка слідкує за чистотою своїх вулиць[джерело?].